# ویکتور الوارز (بازیکن فوتبال)
ویکتور الوارز (انگلیسی: Víctor Álvarez؛ زادهٔ ۱۴ مارس ۱۹۹۳) بازیکن فوتبال اهل اسپانیا است.
از باشگاه‌هایی که در آن بازی کرده‌است می‌توان به باشگاه فوتبال اسپانیول اشاره کرد.
وی همچنین در تیم‌های ملی فوتبال زیر ۱۶ سال اسپانیا، زیر ۱۷ سال اسپانیا، زیر ۱۸ سال اسپانیا، زیر ۱۹ سال اسپانیا، و کاتالونیا بازی کرده‌است.